# Plaza Las Américas
Plaza Las Américas è un centro commerciale di 1,8 milioni di piedi quadrati situato a San Juan, Porto Rico. È stato aperto al pubblico nel 1968 su circa 70 acri (esclusa l'area commerciale periferica) situato all'incrocio di quelle che sarebbero poi diventate le principali autostrade est/ovest e nord/sud di San Juan. Questo sito è adiacente al Central Business District, è circondato su tutti i lati dalla più grande concentrazione demografica dell'intera isola e dista solo 15 minuti dal porto, dall'aeroporto, dal centro congressi e dalla maggior parte degli hotel.